# Canonisation des Romanov
 (décembre 2017).
La canonisation des Romanov concerne la dernière famille impériale de Russie, composée du tsar Nicolas II, de la tsarine Alexandra et de leurs cinq enfants (Olga, Tatiana, Maria, Anastasia et le tsarévitch Alexis).
Cette famille fut assassinée dans les caves de la maison Ipatiev, à Iekaterinbourg, dans la nuit du 16 au 17 juillet 1918, par les bolchéviques. À la suite de ces événements, elle fut considérée comme martyre par l’Église orthodoxe.
En 1981 (dès les années 1920 dans le martyrologe) ont été canonisés par le Saint-Synode de l’Église orthodoxe russe hors frontières l’empereur Nicolas II, l’impératrice Alexandra Fedorovna et leurs cinq enfants :
- Olga,
- Tatiana,
- Maria,
- Anastasia
- et Alexis.

Leurs suivants connurent le même sort :
- le médecin de la famille, Evgueni Sergueïevitch Botkine ;
- le valet de chambre, Alekseï Egorovitch Trupp ;
- le cuisinier, Ivan Kharitonov ;
- la femme de chambre de la tsarine, Anna Demidova.

Furent également canonisées deux autres membres de l'entourage impérial, assassinées en septembre 1918, la comtesse Anastasia Hendrikova (en), dame de compagnie de la tsarine, et Catherine Schneider (en), ancienne préceptrice.

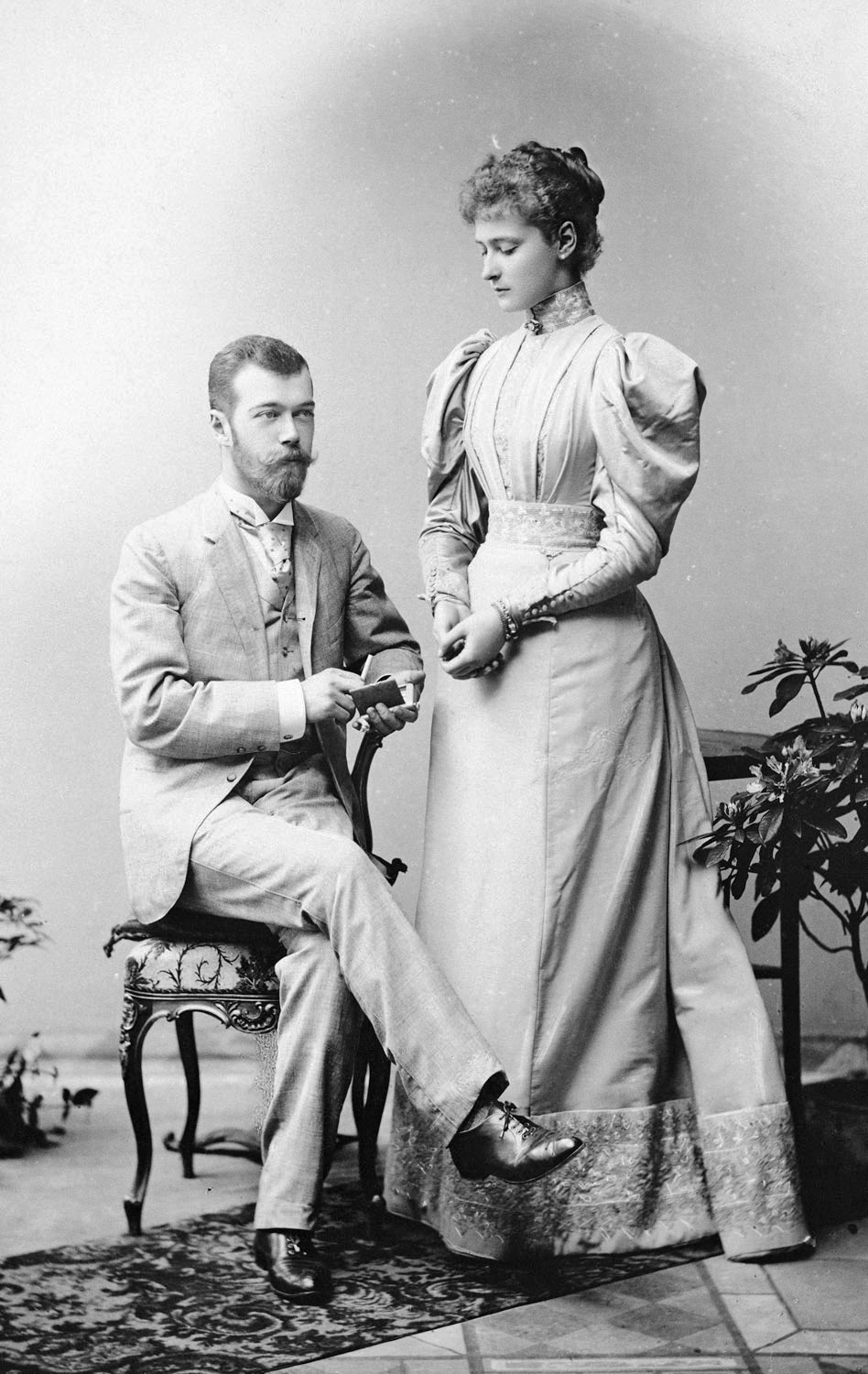
Portrait officiel du tsar Nicolas II et de la tsarine Alexandra Fedorovna en 1894.

La sœur d’Alexandra, la grande-duchesse Élisabeth Fedorovna, assassinée par les bolcheviques le 18 juillet 1918, fut canonisée également, comme sainte-martyre Élisabeth, par le Saint-Synode de l’Église russe hors-frontières avec le prince Ioann Konstantinovitch, le prince Igor Constantinovitch, le prince Constantin Constantinovitch, le grand-duc Sergueï Mikhaïlovitch de Russie, le prince Vladimir Pavlovitch Paley, Fyodor Remez, le secrétaire du grand-duc Sergueï, et une amie de la grande-duchesse Élisabeth, sœur Barvara Yakovleva, qui avaient été tués avec elle. Ils furent, tout comme la famille impériale, déclarés victimes de l’oppression soviétique.
Après de nombreux débats, le concile de l'Église orthodoxe russe canonise la famille impériale en la cathédrale du Christ-Sauveur de Moscou le 20 août 2000. Deux des serviteurs n’ont pas été canonisés à cette occasion : Alexei Trupp, car il était catholique, et Catherine Adolphovna Schneider, issue d'une famille germano-balte, qui faisait partie de l’Église luthérienne. Trois ans plus tard s'achevait la construction de l'église de Tous-les-Saints d'Iekaterinbourg commémorant cette canonisation.

## Controverses

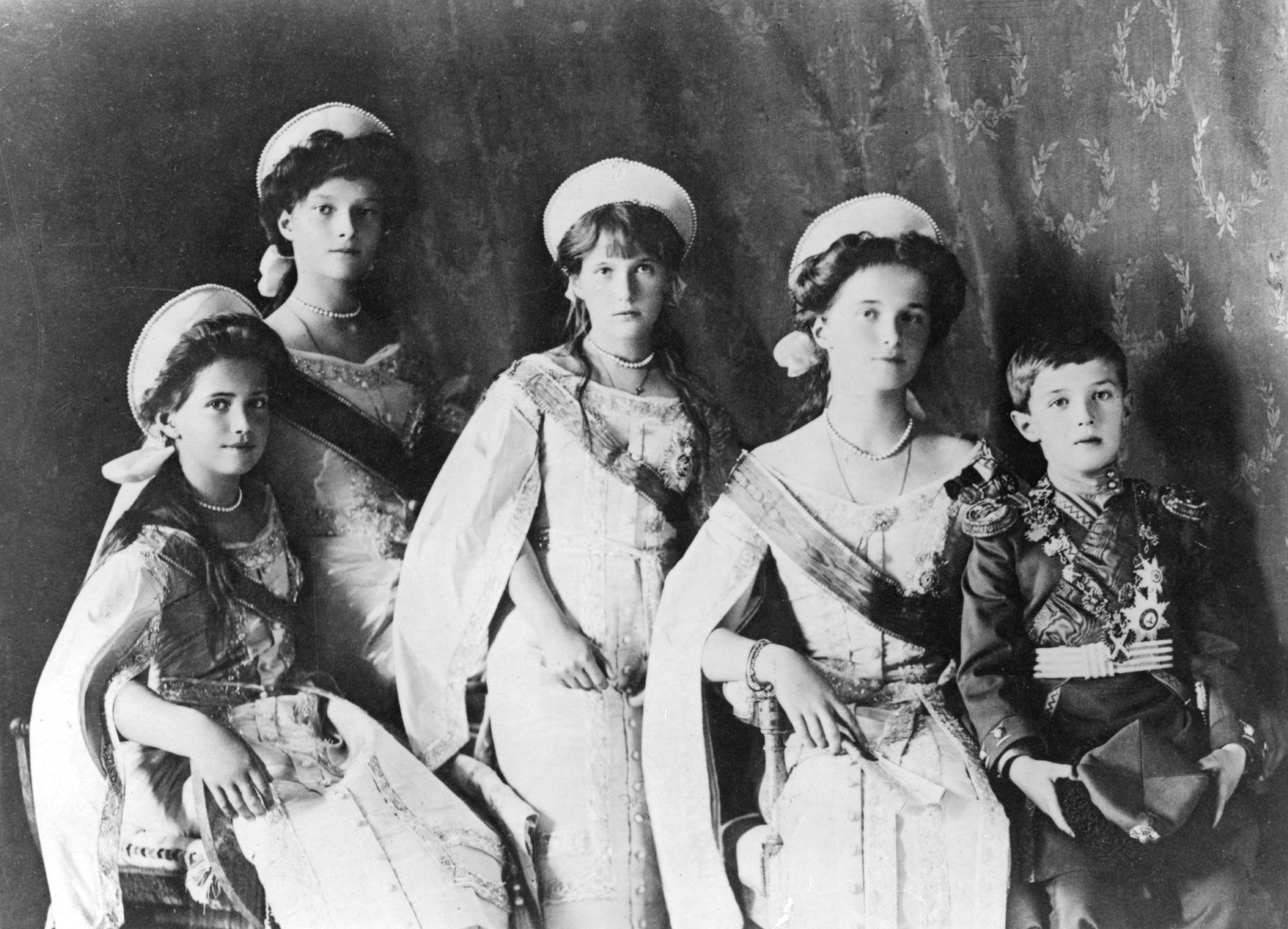
De gauche à droite : les grandes-duchesses Maria, Tatiana, Anastasia, Olga et le tsarévitch Alexeï en 1910.

Les canonisations étaient controversées par les deux églises. En 1981, les opposants à Nicolas II de Russie ont estimé que c’est sa faiblesse et son règne médiocre qui ont conduit à la révolution bolchevique de 1917. Un prêtre orthodoxe russe de l’étranger, a dit qu’un martyr de l’Église orthodoxe n’a rien à voir avec ses actions lors de son vivant, mais plutôt de la manière dont il ou elle a été tué(e). D’autres critiques ont affirmé que l’Église orthodoxe en dehors de la Russie, critique les révolutionnaires juifs pour leurs morts, et assimilent l’assassinat politique à un meurtre rituel.
Il y avait ceux qui rejetaient la canonisation de la famille impériale comme mort-martyr car ils n’étaient pas morts à cause de leur foi religieuse. Il n’y avait pas de preuve que l’exécution était un meurtre rituel. Les chefs religieux des deux Églises avaient également émis des objections à canoniser la famille du tsar, car selon eux, c’est la faiblesse du souverain et son incompétence, dont on sait maintenant que ce n'est pas vrai, qui avaient conduit à la révolution, et l’avaient donc rendu responsable, ou du moins partiellement, de son propre meurtre, mais aussi de celui de son épouse et de ses enfants. Pour les opposants, le fait que le tsar était, dans sa vie privée, un homme bon, un bon époux et un bon père, ne devait pas l’emporter sur sa médiocrité face à sa mauvaise gestion des affaires politiques.
Finalement, l’Église orthodoxe de Russie canonisa la famille comme martyrs, et comme des personnes qui rencontrèrent leur mort avec humilité chrétienne. Le tsar et le tsarévitch se firent canoniser comme morts-martyrs, tout comme le tsarévitch Dimitri, fils d’Ivan le terrible, assassiné à la fin du XVIe siècle, comme précurseur de la canonisation de la famille Romanov. Elle a également précisé la piété de la famille, surtout celle de la tsarine et de sa fille aînée, Olga, qui firent le signe de croix tout juste avant de se faire assassiner. Néanmoins, ils ne sont pas désignés comme « martyrs » mais comme « porteurs de la passion » dans les publications officielles de l’Église, sur les icônes et dans les vénérations.
Le tsar Nicolas II de Russie, la tsarine Alexandra Fedorovna, les grandes-duchesses Olga, Tatiana et Anastasia, après plus de sept ans d’expertises, ont été finalement inhumés ainsi que leurs quatre suivants dans la cathédrale Pierre-et-Paul de Saint-Pétersbourg, en présence du président Boris Eltsine et des descendants de la famille Romanov. En août 2007, furent retrouvés les corps du tsarévitch Alexeï et de sa sœur, la grande-duchesse Maria, ils furent identifiés comme tels le 30 avril 2008. Ils devraient rejoindre le reste de leur famille prochainement[Quand ?].